# Blaž Arnič
Blaž Arnič (født 31. januar 1901 i Luce, død 1. februar 1970 i Ljubljana, Slovenien var en slovensk komponist og lærer.
Arnič studerede komposition på Musikkkonservatoriet i Ljubljana (1930-1931) og senere i Wien på Neues Wiener Konservatorium og i Warszawa, Krakov og Paris (1938-1939).
Han har skrevet 9 symfonier, orkesterværker, kammermusik, koncertmusik, korværker, instrumentalværker etc.
Arnič er nok mest kendt som symfoniker og anses som en vigtig symfoniker i sit land. Han underviste som lærer i komposition på Musikkonservatoriet i Bol (1934-1935) og på Musikkonservatoriet i Ljubljana (1940-1943).

## Udvalgte værker
- Symfoni nr. 1 "Te Deum" (1932) - for orgel, blandet kor og orkester
- Symfoni nr. 2 "Symfonisk rapsodi" (1932) - for klaver og orkester
- Symfoni nr. 3 "Duma" (1929-42) - for baryton, blandet kor og orkester
- Symfoni nr. 4 "Genopstandelse" (1933) - for orgel og orkester
- Symfoni nr. 5 "Krigens hvirvelvind" (1941) - for orkester
- Symfoni nr. 6 "Samorastnik" (Pionér) (1950) - for orkester
- Symfoni nr. 7 "Arbejdssymfoni" (1948) - for klaver og lille orkester
- Symfoni nr. 8 "På hjemlig jord" (1951) - for orkester
- Symfoni nr. 9 "Krig og fred" (1960) - for sopran, alt, messingblæsere, blandet kor og orkester